# HD 76151
HD 76151，又名BD-04 2490，SAO 136389、HR 3538，是一颗恒星，视星等为6，位于銀經233.21，銀緯24.17，其B1900.0坐标为赤經8h 49m 22.3s，赤緯-5° 24.17′ 21″。